# Louis Joseph Le Brun
Pour les articles homonymes, voir Le Brun et Lebrun.
Louis Joseph Le Brun ou Lebrun (né à Gand le 13 avril 1844 et mort à Bruxelles le 10 janvier 1900) est un peintre et un pastelliste belge. Son champ pictural couvre les peintures d'histoire, les paysages, les scènes de genre et les représentations animalières.

## Biographie

### Formation
Louis Joseph (Ludovicus Josephus) Le Brun est né à Gand le 13 avril 1844. Ses parents sont Louis Jean Baptiste Benjamin Le Brun, commis négociant, et Dorothea Stevens. Il étudie à l'Académie royale des beaux-arts de Gand.

### Carrière

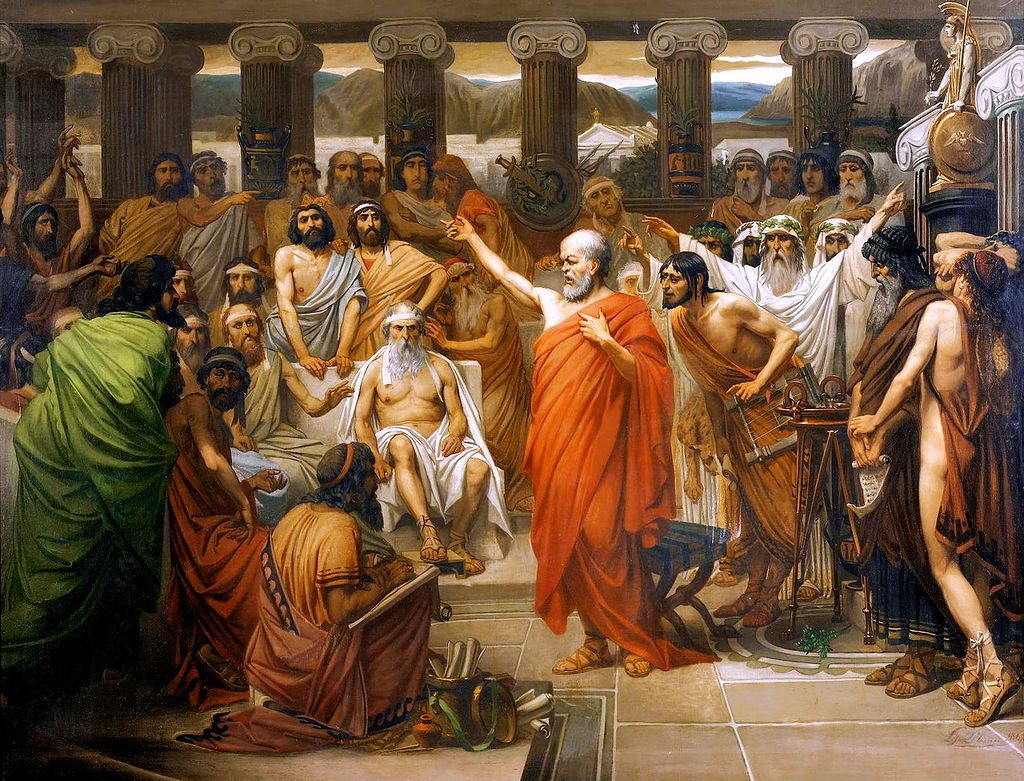
Socrate devant ses juges, 1867.

En 1867, Louis Le Brun obtient, grâce à sa toile Socrate devant ses juges, une mention honorable au Prix de Rome belge qui lui permet de voyager en Italie,,.
À son retour en Belgique, résidant brièvement à Gand, où il expose Enfants jouant aux osselets à Pompéi, Louis Le Brun s'installe ensuite  à Bruxelles rue du Moulin, et participe désormais aux expositions de la capitale. Louis Le Brun expose au Salon de Bruxelles de 1875 Jacques Van Artevelde haranguant les corporations de Gand, thème de composition qui lui vaut une médaille d'or. En 1881, il propose deux toiles à l'Exposition générale des beaux-arts de Bruxelles : Portrait du Dr H. et Récolte de jets de houblon. À l'Exposition générale de 1887, il propose le portrait d'une dame et un pastel intitulé Méditation. Toujours à la même exposition, en 1893, c'est un nouveau portrait, celui de Monsieur G. qu'il propose.

### Dernières années
Louis Le Brun, époux de Marie Caroline Stevens, résidant à Saint-Josse-ten-Noode,  meurt à Bruxelles le 10 janvier 1900, à l'âge de 65 ans.

## Œuvres

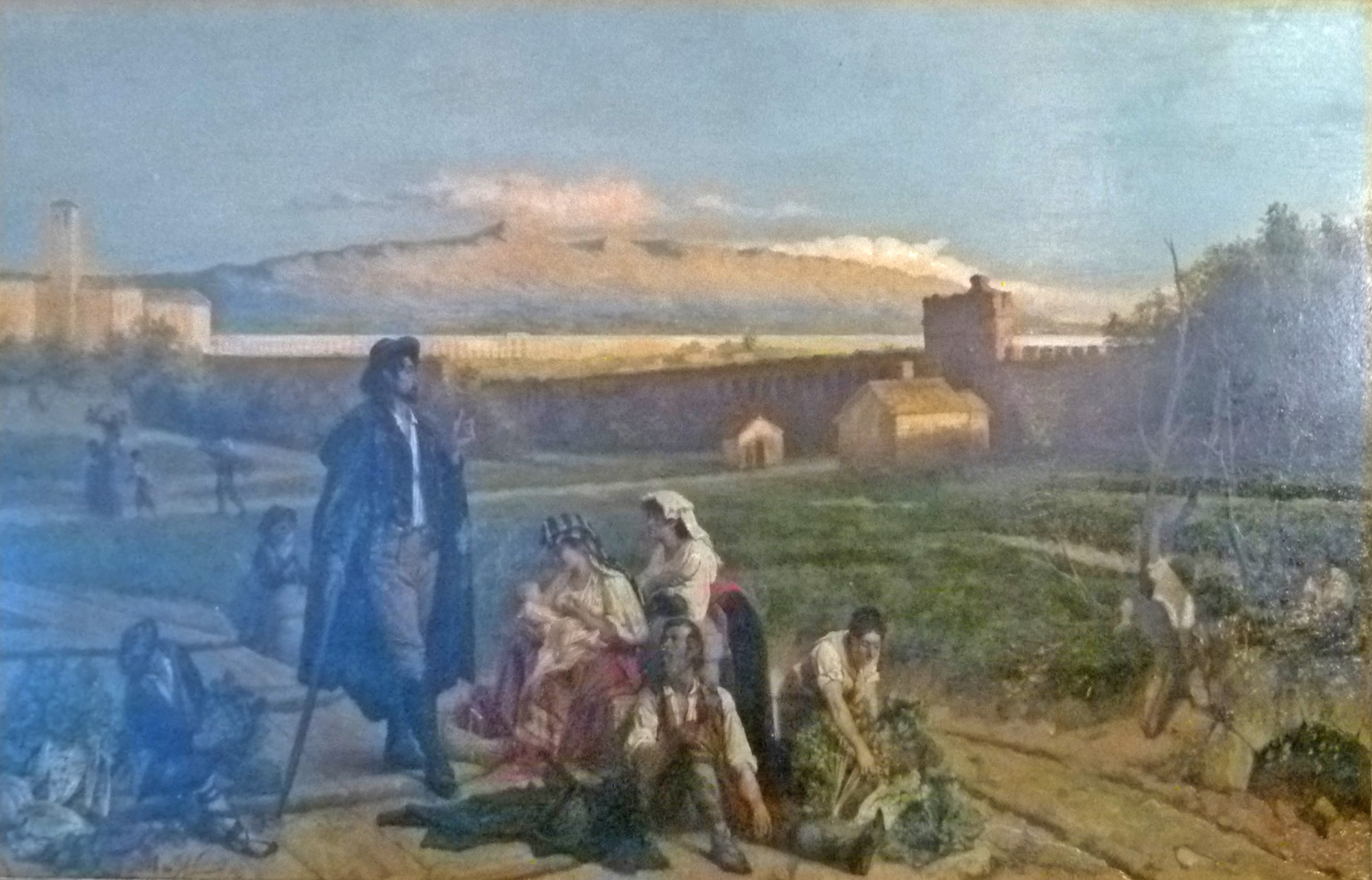
Paysage italien animé, 1877.

Entre 1990 et 2023, plusieurs œuvres de Louis Le Brun sont vendues aux enchères :
- Socrate devant ses juges (1867) ;
- Lutteurs grecs au stade (1868) ;
- La victoire du monothéisme (1870) ;
- Ouvrier du sud de l'Italie (1877) ;
- Printemps (1879) ;
- Femme kabyle (1892) ;
- Cerises (1893) ;
- Plantin Moretus dans son atelier ;
- Vue animée d'un village au bord de l'eau ;
- Bacchanale ;
- Un musicien vénitien ;
- Une femme tenant une branche fleurie.

### Biographie
- Christine A. Dupont, Modèles italiens et traditions nationales: les artistes belges en Italie : 1830-1914, vol. 1, Belgisch Historisch Instituut te Rome, 2005, 682 p. (ISBN 9789074461542).